# Poecilosomella angulata
Poecilosomella angulata är en tvåvingeart som först beskrevs av Thomson 1869.  Poecilosomella angulata ingår i släktet Poecilosomella och familjen hoppflugor. Inga underarter finns listade i Catalogue of Life.